# Indywidualne Mistrzostwa Wielkiej Brytanii na Żużlu 1962
Indywidualne mistrzostwa Wielkiej Brytanii na żużlu – cykl turniejów żużlowych mających wyłonić najlepszych żużlowców brytyjskich w 1962 roku. Tytuł wywalczył Peter Craven z Belle Vue Aces. 

## Wyniki końcowe
- 23 lipca 1962 r. (poniedziałek),  Londyn - Wimbledon
- 24 lipca 1962 r. (wtorek),  Southampton
- 27 lipca 1962 r. (piątek),  Norwich

| Msc. | Zawodnik         | Klub               | Pkt |  |  |
| ---- | ---------------- | ------------------ | --- |  |  |
| 1    | Peter Craven     | Belle Vue Aces     | 41  |  |  |
| 2    | Barry Briggs     | Southampton Saints | 41  |  |  |
| 3    | Ronnie Moore     | Wimbledon Dons     | 38  |  |  |
| 4    | Ken McKinlay     | Coventry Bees      | 33  |  |  |
| 5    | Ron How          |                    | 30  |  |  |
| 6    | Bob Andrews      | Wimbledon Dons     | 29  |  |  |
| 7    | Ron Mountford    |                    | 29  |  |  |
| 8    | Mike Broadbanks  |                    | 28  |  |  |
| 9    | Nigel Boocock    | Coventry Bees      | 22  |  |  |
| 10   | Peter Moore      |                    | 19  |  |  |
| 11   | Dick Fisher      |                    | 11  |  |  |
| 12   | Peter Vandenberg |                    | 11  |  |  |
| 13   | Cyril Roger      | Southampton Saints | 10  |  |  |
| 14   | Brian Craven     |                    | 7   |  |  |
| 15   | Ian Williams     |                    | 7   |  |  |
| 16   | Billy Bales      | Norwich Stars      | 3   |  |  |
| 17   | Ronnie Genz      |                    | 3   |  |  |